# Herman Nydqvist
Herman Antenor Nydqvist, född den 9 april 1862 i Trollhättan, död där den 2 september 1922 , var en svensk ingenjör och företagsledare.

## Biografi
Fadern var Antenor Nydqvist och Herman Nydqvists son fick även han namnet Antenor. 
Nydqvist utbildade sig i Zürich och blev 1896 delägare i och egentlig ledare för Nydqvist & Holms verkstäder. Sedan firman 1916 ombildats till aktiebolag var han styrelseordförande från 1920 och fram till sin död 1922.